# غراتن أوكونيل
غراتن أوكونيل (بالإنجليزية: Grattan O'Connell)‏ هو لاعب كرة قدم أمريكية أمريكي، ولد في 27 أكتوبر 1902 في Thomaston, Connecticut ‏ في الولايات المتحدة، وتوفي في 14 مارس 1942.